# Cosas de la vida
Cosas de la vida è un singolo della cantante cileno-statunitense Paloma Mami, pubblicato il 22 ottobre 2021.

## Video musicale
Il video, diretto e prodotto dalla Sony Music Latin, è stato pubblicato il 22 ottobre 2021 sul canale YouTube della cantante. 